# Campeonato Europeo de Piragüismo en Eslalon de 2019
El XX Campeonato Europeo de Piragüismo en Eslalon se celebró en Pau (Francia) entre el 30 de mayo y el 2 de junio de 2019 bajo la organización de la Asociación Europea de Piragüismo (ECA) y la Federación  de Piragüismo.
Las competiciones se realizaron en el canal de piragüismo en eslalon del Estadio de Aguas Bravas Pau-Pyrénées, ubicado al sur de la ciudad francesa.

## Medallistas

### Masculino
| Evento                 | Oro                                                                       | Plata                                                         | Bronce                                                                 |
| ---------------------- | ------------------------------------------------------------------------- | ------------------------------------------------------------- | ---------------------------------------------------------------------- |
| K1 individual (02.06)  | Vít Přindiš · República Checa · 93,67 pts.                                | Dariusz Popiela · Polonia · 94,44 pts.                        | Quentin Burgi Francia 94,91 pts.                                       |
| C1 individual (01.06)  | Benjamin Savšek Eslovenia 98,59                                           | Martin Thomas Francia 99,38                                   | Sideris Tasiadis · Alemania · 100,77                                   |
| K1 por equipos (31.05) | Jiří Prskavec · Vít Přindiš · Vavřinec Hradilek · República Checa · 95,72 | Peter Kauzer Niko Testen Martin Srabotnik Eslovenia 99,91     | Hannes Aigner · Sebastian Schubert · Stefan Hengst · Alemania · 100,09 |
| C1 por equipos (31.05) | Benjamin Savšek Luka Božič Anže Berčič Eslovenia 102,25                   | Denis Gargaud-Chanut Martin Thomas Cédric Joly Francia 102,41 | Dmitri Jramtsov · Kiril Setkin · Pavel Kotov · Rusia · 104,61          |

### Femenino
| Evento                 | Oro                                                                | Plata                                                              | Bronce                                                                        |
| ---------------------- | ------------------------------------------------------------------ | ------------------------------------------------------------------ | ----------------------------------------------------------------------------- |
| K1 individual (01.06)  | Amálie Hilgertová · República Checa · 104,95 pts.                  | Mallory Franklin Reino Unido 105,14 pts.                           | Jasmin Schornberg · Alemania · 107,52 pts.                                    |
| C1 individual (02.06)  | Mallory Franklin Reino Unido 109,95                                | Nuria Vilarrubla · España · 120,15                                 | Kimberley Woods Reino Unido 125,39                                            |
| K1 por equipos (31.05) | Marie-Zélia Lafont Lucie Baudu Camille Prigent Francia 114,08      | Ricarda Funk · Jasmin Schornberg · Elena Apel · Alemania · 115,07  | Corinna Kuhnle · Viktoria Wolffhardt · Nina Weratschnig · Austria · 120,25    |
| C1 por equipos (31.05) | Mallory Franklin Kimberley Woods Sophie Ogilvie Reino Unido 127,14 | Elena Apel · Andrea Herzog · Jasmin Schornberg · Alemania · 127,43 | Tereza Fišerová · Eva Říhová · Kateřina Havlíčková · República Checa · 131,19 |

## Medallero
| Núm. | País            | Oro | Plata | Bronce | Total |
| ---- | --------------- | --- | ----- | ------ | ----- |
| 1    | República Checa | 3   | 0     | 1      | 4     |
| 2    | Reino Unido     | 2   | 1     | 1      | 4     |
| 3    | Eslovenia       | 2   | 1     | 0      | 3     |
| 4    | Francia         | 1   | 2     | 1      | 4     |
| 5    | Alemania        | 0   | 2     | 3      | 5     |
| 6    | España          | 0   | 1     | 0      | 1     |
| 6    | Polonia         | 0   | 1     | 0      | 1     |
| 8    | Austria         | 0   | 0     | 1      | 1     |
| 8    | Rusia           | 0   | 0     | 1      | 1     |
|      | TOTAL           | 8   | 8     | 8      | 24    |